# Wilhelm Rudnick
Wilhelm Rudnick (nascut el 30 de desembre de 1850 a Dąbrówka, poviat de Bytów; mort el 7 d'agost de 1927) fou un organista i compositor alemany del Romanticisme. Va ser el pare del també músic Otto Friedrich Conrad (1887-1973).
Estudià en l'Institut Reial de música religiosa i en l'Acadèmia Kullak i fou, successivament, organista i director de música de Landsberg de 1879 a 1891 i a partir d'aquest any 1891 fou organista de l'església dels sants Pere i Pau de Liegnitz, i director d'una societat coral de la mateixa població.
Les seves obres principals són: l'òpera Otto der Schütz (1887); Studio obernauf, opereta (1888); cinc sonates, i diverses fantasies per a orgue, preludis i fugues per a orgue; nombrosos cants a una o més veus amb acompanyament d'orgue u orquestra; diverses obres corals; oratoris i d'altra música religiosa.